# Parlament Studentów Rzeczypospolitej Polskiej
Parlament Studentów Rzeczypospolitej Polskiej (PSRP) – ustawowe, ogólnokrajowe przedstawicielstwo wszystkich samorządów studenckich z siedzibą w Warszawie.
Zgodnie z ustawą Prawo o szkolnictwie wyższym i nauce reprezentuje środowisko studenckie przed organami Państwa Polskiego oraz opiniuje akty prawne dotyczące studentów. Przedstawiciele Parlamentu stale uczestniczą w pracach organów władzy publicznej, komisjach sejmowych i senackich RP. Jest jedynym przedstawicielem Polski w Europejskiej Unii Studentów.

## Struktura organizacyjna

### Zjazd
Zjazd jest najwyższym organem Parlamentu Studentów RP, zgodnie z § 6 ust. 1 Statutu PSRP. Na sesję zwyczajną zbiera się raz na dwa lata w listopadzie. Możliwe są także nadzwyczajne sesje Zjazdu.
Każdy samorząd studencki ma prawo do wysłania swojego przedstawiciela na Zjazd. Szczegółowe wymogi formalne zawarte są w Tytule II Statutu PSRP.

### Przewodniczący
Przewodniczący reprezentuje PSRP na zewnątrz oraz z urzędu wchodzi w skład i przewodniczy radzie studentów oraz radzie wykonawczej Parlamentu. Podejmuje też decyzje w sprawach dotyczących finansów PSRP, jest odpowiedzialny za prowadzenie polityki finansowej PSRP, przedstawia radzie studentów kandydatów na przedstawicieli PSRP w Radzie Głównej Nauki i Szkolnictwa Wyższego, koordynatora PSRP przy Polskiej Komisji Akredytacyjnej. Na podstawie statutu deleguje przedstawicieli PSRP do komisji oraz innych zespołów o charakterze opiniodawczym, doradczym lub roboczym utworzonych przez instytucje publiczne lub inne podmioty. Co ważne dla nowych uczelni, przewodniczący wnioskuje o uchwalenie pierwszego regulaminu samorządu studenckiego w nowo utworzonej uczelni.
Lista przewodniczących:  
- Julia Bednarska-Leśniak (od 2025)[3]
- Kewin Lewicki (2023–2024)[4]
- Mateusz Grochowski (2021–2023)[5]
- Dominik Leżański (2019–2021)[6]
- Tomasz Tokarski (2017–2019)[7][8]
- Ariel Wojciechowski (2016–2017)
- Mateusz Mrozek (2015–2016, odwołany przed końcem kadencji)[9]
- Piotr Müller (2013–2015)
- Dominika Kita (2011–2013)
- Bartłomiej Banaszak (2009–2011)
- Leszek Cieśla (2006–2009)
- Arkadiusz Doczyk (2004–2006)
- Przemysław Kowalski (2002–2004)
- Damian Dobrzycki (2001–2002)
- Piotr Ebbig (2000–2001)
- Wojciech Olejniczak (1999–2000)
- Andrzej Szejna (1997–1999)
- Robert Pawłowski (1995–1997)

### Inne organy
Rada Wykonawcza Parlamentu Studentów RP jest kolegialnym organem wykonawczym, w skład którego wchodzi przewodniczący oraz do sześciu członków Rady. Ponadto w strukturze PSRP działają także komisje (np. prawno-socjalna, ds. projektów, promocji i współpracy itp.) z przewodniczącymi na czele. Zgodnie z § 21 pkt 5 Rada Wykonawcza powołuje pełnomocników PSRP. Zaś zgodnie z § 9 Statutu PSRP Rada Studentów jest organem uchwałodawczym i opiniodawczym Parlamentu. W jej skład wchodzi 12 członków wybieralnych przez Zjazd oraz Przewodniczący PSRP z mocy Statutu. Ponadto działa także komisja rewizyjna, która jest organem kontrolnym PSRP.

#### Komisje Branżowe
- Forum Uczelni Artystycznych,
- Forum Uczelni Ekonomicznych,
- Forum Uczelni Niepublicznych,
- Forum Uczelni Technicznych,
- Forum Uniwersytetów Polskich,
- Forum Akademii Nauk Stosowanych,
- Komisja Uczelni Mundurowych,
- Komisja Wyższego Szkolnictwa Medycznego,
- Komisja Uczelni Wychowania Fizycznego,
- Forum Uczelni Przyrodniczych.

## Historia
Ustawa o szkolnictwie wyższym z 1990 w sposób uogólniony wykazywała potrzebę powstania ogólnopolskiej reprezentacji studentów. Jako pierwsze próbę skonsolidowania środowiska studenckiego podjęło Ogólnopolskie Porozumienie Samorządów Studenckich (OPSS). W porozumieniu prym wiodły środowiska studenckie z Krakowa, Warszawy i Śląska. 8 maja 1995 roku na XXII Zjeździe OPSS delegaci uchwalili nowy statut oraz władze, na których czele stanął Robert Pawłowski (Uniwersytet Warszawski) – XXII Zjazd OPSS przerodził się w I Zjazd PSRP Studentów Rzeczypospolitej Polskiej. Część starych władz Ogólnopolskiego Porozumienia Samorządów Studenckich nie akceptowało tej zmiany, co skutkowało równoległym funkcjonowaniem dwóch podmiotów reprezentujących ogół studentów. 11 listopada 1995 roku odbył się w Krakowie zjazd nazwany „zjednoczeniowym” – Parlament Studentów Rzeczypospolitej Polskiej jest od tej pory jedynym, oficjalnym reprezentantem samorządów studenckich w Polsce. Okres budowy PSRP zakończył się w kwietniu roku 1996. IV Zjazd PSRP w Ryni przegłosował poprawki do statutu organizacji, które nadały Parlamentowi znany dziś kształt.